# Controversia sui minareti in Svizzera

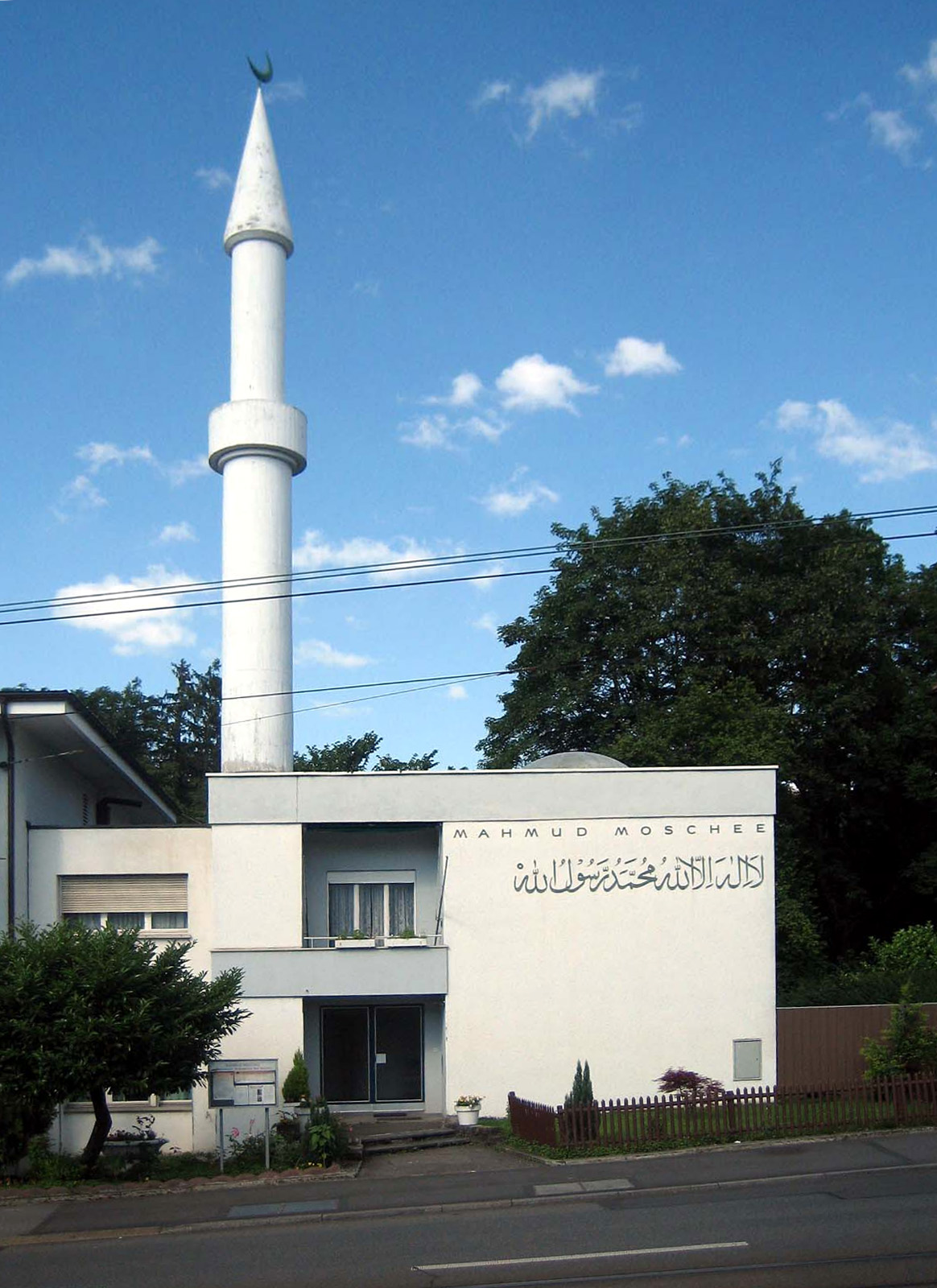
La moschea Ahmadiyya di Zurigo

La costruzione di minareti è stata l'oggetto di controversie politiche e legali in Svizzera a partire dall'anno 2000.
Il 1º maggio 2007, un gruppo di politici di destra dell'Unione Democratica di Centro e dell'Unione Democratica Federale, il comitato di Egerkingen (Egerkinger Kommittee), ha lanciato una iniziativa referendaria popolare federale per un bando costituzionale alla costruzione di minareti.
Nell'iniziativa referendaria svizzera del 29 novembre 2009, l'emendamento costituzionale è stato approvato dal 57,5% dei votanti 
Solo quattro dei 26 cantoni svizzeri, per la maggior parte nella Svizzera francese, si sono opposti all'iniziativa referendaria.
Al momento del voto esistevano solo quattro minareti in Svizzera, presso le moschee di Zurigo, Ginevra, Winterthur e Wangen bei Olten. Il bando non avrà effetto su tali minareti già esistenti.

## Origini della controversia
La controversia è sorta a seguito della polemica divampata attorno ai progetti di costruzione di un minareto in tre località della Svizzera tedesca (Wangen bei Olten in Canton Soletta, Langenthal in Canton Berna, Wil in Canton San Gallo). Lungi dal rimanere circoscritta ai diretti interessati, la vertenza ha rapidamente oltrepassato i confini comunali; i dibattiti pubblici nei media e le lettere dei lettori ne sono una prova lampante. Poco prima del voto sull'iniziativa popolare, l'immagine della comunità islamica in Svizzera (circa il 4,3% della popolazione) subì un forte peggioramento a causa delle tensioni fra la Libia e la Svizzera. Poche settimane prima del voto il dittatore libico Gheddafi aveva chiesto all'Assemblea Generale delle Nazioni Unite lo smembramento della Svizzera.

### Disputa legale

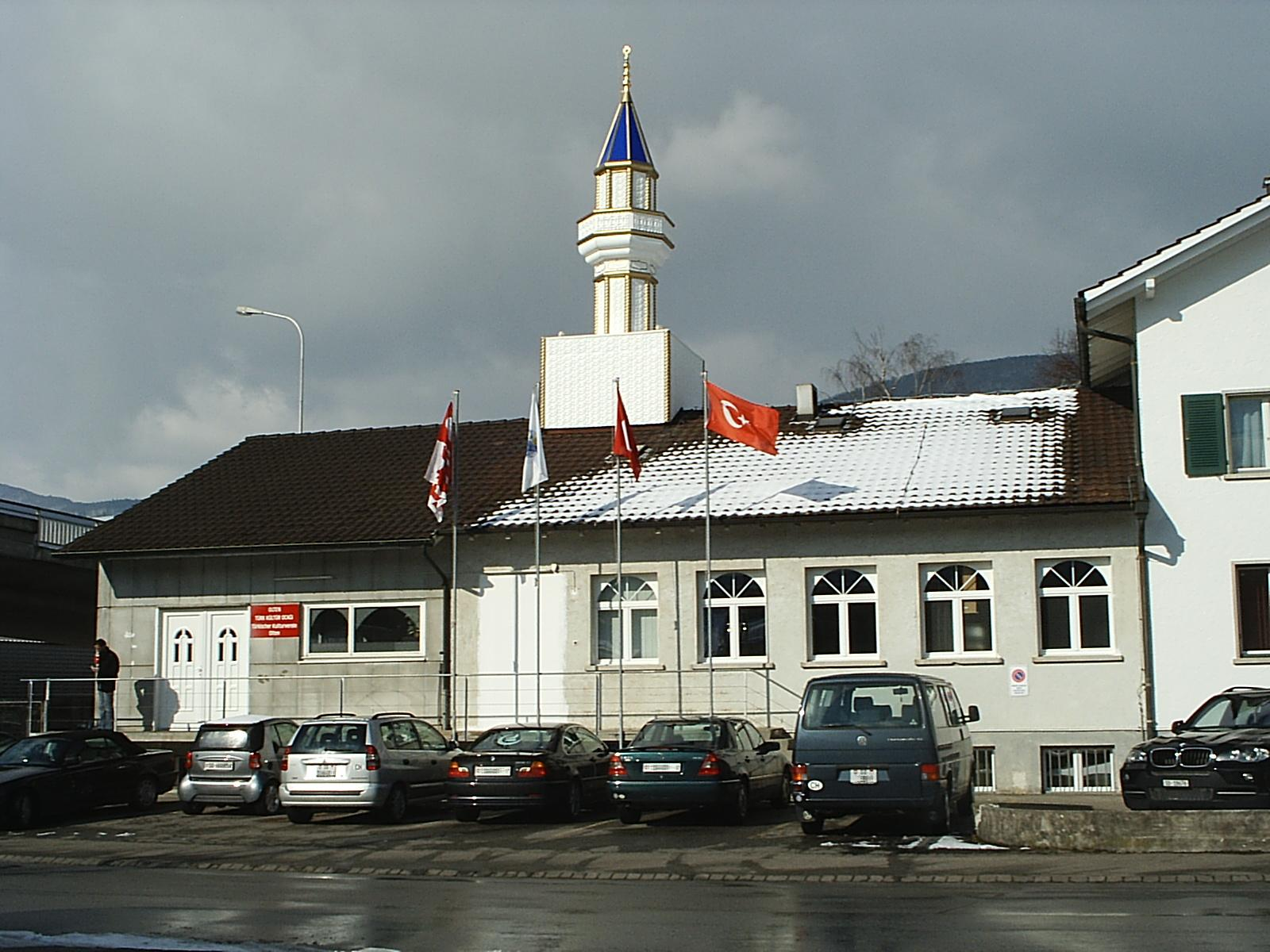
Minareto della moschea dell'Associazione Culturale Turca a Wangen bei Olten, motivo scatenante dell'iniziativa referendaria popolare

La controversia sui minareti in Svizzera è nata in una piccola municipalità del Nord della confederazione nel 2005. Il contenzioso coinvolgeva l'Associazione Culturale Turca di Wangen bei Olten, che aveva fatto domanda di un permesso edilizio per un minareto di 6 metri sul tetto del centro islamico. Il progetto trovò l'opposizione dei residenti locali, costituitisi in un comitato. L'associazione turca reclamava che le autorità locali avevano arbitrariamente ritardata la domanda di permesso edilizio, e che i membri del comitato in opposizione erano motivati da pregiudizi religiosi. La Commissione Edilizia Comunale rifiutò il permesso. L'associazione fece ricorso al Dipartimento di Edilizia e Giustizia, che riformò la decisione dando ragione all'associazione turca. Come conseguenza, il comitato di residenti e il comune di Wangen portarono il caso di fronte alla Corte Amministrativa del canton Soletta, ma il ricorso fu rigettato. La Corte Suprema Federale confermò in appello il giudizio della corte di Soletta. Il minareto venne infine costruito nel luglio 2009.

### Disputa politica
Dal 2006 al 2008, i membri dell'Unione Democratica di Centro e dell'Unione Democratica Federale lanciarono numerose iniziative cantonali contro l'erezione di minareti.
Tra queste, il 16 ottobre 2006 era stata promossa in Ticino una iniziativa parlamentare cantonale da parte di Lorenzo Quadri per ottenere il "Divieto di costruire minareti su territorio ticinese" attraverso la modifica della legge edilizia.
La cittadinanza dei cantoni non ebbe mai l'opportunità di esprimersi sulla questione, perché tutti i parlamenti cantonali considerarono l'iniziativa incostituzionale e pertanto nulla.

## Emendamento costituzionale federale per il bando della costruzione di nuovi minareti

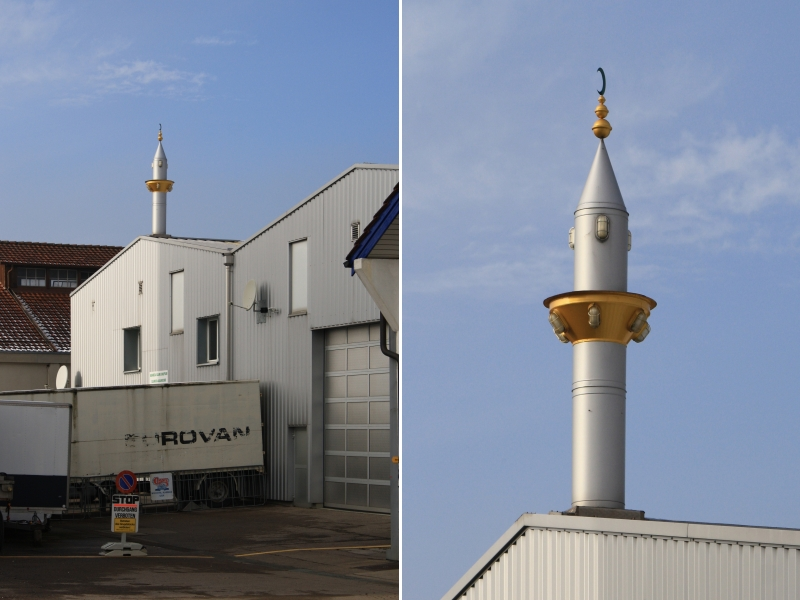
Minareto di Winterthur

Nel 2007, a seguito di tante sconfitte politiche e legali, il comitato di Egerkinger lanciò un'iniziativa popolare federale contro i minareti. Il comitato propose un emendamento all'articolo 72 della Costituzione della Confederazione Svizzera, che recita: "L'edificazione di minareti è vietata"
In Svizzera, le iniziative popolari federali non sono soggette a valutazione giudiziale, in quanto emendano la costituzione federale (mentre le iniziative cantonali possono essere giudicate per violazione della legge federale). Tanto le iniziative federali quanto le iniziative cantonali sono molto comuni in Svizzera, con diverse votazioni popolari che si tengono ogni anno. I promotori dell'iniziativa popolare avevano 18 mesi per raccogliere almeno 100.000 firme.
Vi riuscirono in poco tempo e portarono quindi l'iniziativa referendaria in votazione davanti alla cittadinanza svizzera.

### Favorevoli

#### Comitato di Egerkingen
Il comitato di Egerkingen venne costituito da membri dell'Unione Democratica di Centro e dell'Unione Democratica Federale. Il comitato ritenne che gli interessi dei residenti locali, disturbati da specifici tipi di utilizzo religioso dei terreni, andavano presi sul serio. Inoltre, esso ritenne che i residenti svizzeri dovevano essere in grado di bloccare progetti inusuali e non voluti, quali la erezione di minareti islamici. Il comitato fece notare, tra l'altro, che "la costruzione di un minareto non ha significato religioso. Né il Corano, né altre sacre scritture dell'Islam" ne fanno esplicita menzione. Il minareto è molto più un simbolo di potere politico-religioso 
Il Comitato giustificò il proprio punto di vista attraverso parti di un discorso del 1997 in cui il futuro premier turco Recep Tayyip Erdoğan's dichiarava: "La democrazia è soltanto il treno sul quale saliamo fino a quando saremo arrivati all'obiettivo. Le moschee sono le nostre caserme, i minareti le nostre
baionette, le cupole i nostri elmi e i credenti i nostri soldati”.
Ulrich Schluer, uno dei principali esponenti del Comitato di Egerkinger, dichiarò: "Un minareto non ha niente a che fare con la religione: esso simboleggia solo un luogo in cui la legge islamica è messa in atto"
Il comitato incluse tra i suoi membri, tra gli altri, Ulrich Schluer; Christian Waber; Walter Wobmann; Jasmin Hutter; Oskar Freysinger; Eric Bonjour; Sylvia Flückiger; Lukas Reimann; Natalie Rickli.
I sostenitori dell'iniziativa portarono come esempio la situazione della vicina Germania. Dopo aver edificato il minareto, la comunità islamica chiese e ottenne dalle autorità tedesche il permesso per il richiamo alla preghiera di un muezzin. Quando i cittadini tedeschi non musulmani protestarono, chiedendo di togliere il muezzin, la comunità islamica si disse pronta a rinunciare al muezzin, ma chiese come contropartita di vietare anche il suono delle campane. I minareti - conclusero gli iniziativisti - non avevano nulla di religioso, erano semplicemente un simbolo di potere: "Dove risuona sempre il grido del muezzin 'Allah è grande...', secondo l'opinione islamica è iniziato il dominio di Allah."
Altro argomento fu la mancanza di tolleranza e di reciprocità (nei confronti dei cristiani) nel mondo islamico. "La pretesa di un'esclusiva religiosa con il rifiuto di qualsiasi tolleranza verso i credenti di altra fede, [...] viene espresso tramite i minareti." In molti paesi islamici, infatti, non vi è tolleranza verso le altre religioni. Nel volantino si poteva quindi leggere: "Balza infine all'occhio l'eclatante squilibrio in materia di libero esercizio della religione fra la Svizzera e molti Stati arabi. In Arabia saudita, per esempio, è proibita l'importazione di bibbie. In Iran, i Bahá'í sono tutt'oggi considerati quali rinnegati dell'Islam, e vivono una vita da persone di seconda categoria. L'articolo 10 della [[Dichiarazione islamica dei diritti dell'uomo|Dichiarazione {{Collegamento interrotto|1=[del Cairo] dei diritti dell'uomo]] stabilisce: 'L'Islam è una religione intrinsecamente connaturata all'essere umano. È proibito esercitare qualsiasi forma di violenza sull'uomo o di sfruttare la sua povertà o ignoranza al fine di convertirlo a un'altra religione o all'ateismo'".
Le discriminazioni di cui sono vittime i credenti non musulmani o i non credenti, in alcuni paesi islamici, avvengono in ossequio ai dettami del Corano. La sūra IX, 29, infatti recita: «Combattete coloro che non credono in Dio e nel Giorno Estremo, e che non ritengono illecito quel che Dio e il Suo messaggero han dichiarato illecito, e coloro, fra quelli cui fu data la Scrittura, che non s'attengono alla Religione della Verità. Combatteteli finché non paghino il tributo, uno per uno, umiliati» In cinque paesi islamici (Arabia Saudita, Iran, Afghanistan, Yemen, Sudan) l'apostasia è punita con la pena di morte. Per questo motivo gli iniziativisti si coincentrarono sui minareti ("simboli dell'Islam") e non sui simboli di altre religioni ("non tradizionali") presenti in Svizzera, come il Buddhismo (tempio Wat Srinagarindravararam nel Canton Soletta), l'Induismo (tempio Sri Subramania a Zurigo) o i Sikh (tempio di Gurdwara Sahib a Langenthal, accanto alla moschea). Gli iniziativisti riuscirono a spostare il dibattito sostenendo di non opporsi all'Islam in quanto religione, o alla libertà di religione in Svizzera, ma di opporsi all'Islam in quanto ideologia totalitaria

#### Elettorato femminile
L'elettorato femminile svizzero si espresse in maggioranza a favore dell'iniziativa contro i minareti, temendo un degrado della condizione della donna. L'argomento della condizione della donna nell'islam venne evocato al momento del dibattito in parlamento, quando il Consiglio Nazionale venne chiamato a decidere sulla legittimità dell'iniziativa popolare. Sul manifesto degli iniziativisti, accanto ai minareti sovrapposti alla bandiera svizzera, era raffigurata una donna velata. Dopo il voto, parecchi analisti hanno evidenziato un significativo consenso dell'elettorato femminile al voto "anti-islam". The Times riporta inoltre che le donne svizzere hanno sostenuto l'iniziativa referendaria, nei sondaggi pre-elettorali, con una percentuale maggiore rispetto agli uomini svizzeri. Un quotidiano tedesco, (la Süddeutsche Zeitung) titolò persino "Ein weibliches Ja" (Un sì femminile).
Il quotidiano britannico The Times cita il sostegno al bando dei minareti da parte di alcune femministe radicali che criticano l'oppressione della donne nelle società musulmane

#### Cristiani tradizionalisti
La comunità cristiana tradizionalista "Fraternità Sacerdotale San Pio X" fondata dall'arcivescovo francese Marcel Lefebvre nel 1970 a Friburgo, e che oggi ha il suo quartier generale a Ecône, in Svizzera, si schierò a favore del divieto di costruire nuovi minareti. I lefebvriani sostennero che non andava confusa la tolleranza verso persone con una religione diversa [da quella cattolica] con la tolleranza verso un'ideologia [l'islam] incompatibile con la tradizione cristiana.

#### Manifesti elettorali
La campagna del comitato prevedeva manifesti che raffiguravano una donna musulmana vestita con abaya e niqab, vicino a una serie di minareti neri che si innalzavano sopra una bandiera svizzera, in una maniera da risultare "simili a missili" La Commissione federale contro il razzismo sostenne che i manifesti offendevano la sensibilità dei musulmani svizzeri, tuttavia non si pronunciò sulla loro affissione e lasciò questa decisione agli esecutivi comunali. I manifesti vennero vietati nelle maggiori città della Svizzera occidentale: Basilea, Losanna, Yverdon, Montreux e Friburgo. In quest'ultima città venne vietato persino la bancarella informativa del Movimento Svizzero Contro l'Islamizzazione. Nelle città in cui il manifesto venne vietato, gli iniziativisti ne affissero uno che mostrava unicamente la bandiera svizzera, alla quale era sovrapposta, in nero, la parola "censurato".

### Contrari

#### Consiglio Federale Svizzero
Il Consiglio Federale Svizzero si è opposto al bando sulla costruzione dei minareti. Il governo ritiene che l'iniziativa popolare è stata avviata in accordo con i regolamenti applicabili, ma che essa trasgredisce i diritti umani internazionalmente garantiti, e contraddice i valori di base della Costituzione della Confederazione Svizzera. Secondo il governo, il bando metterebbe in pericolo la pace tra le religioni e non aiuterebbe a prevenire la crescita dell'estremismo islamico. Il Consiglio Federale ha pertanto raccomandato che la cittadinanza rigettasse la proposta.

La Commissione Federale contro il Razzismo ha criticato l'iniziativa popolare. Essa ritiene che l'iniziativa referendaria diffami i musulmani e vìoli la libertà di religione, che è protetta dai diritti umani e dal bando sulla discriminazione.

#### Parlamento
L'Assemblea Federale Svizzera ha raccomandato (con 129 voti contro 50) nella primavera del 2009 che i cittadini svizzeri rigettassero l'iniziativa referendaria.

#### Organizzazioni non governative
La Società per le Minoranze in Svizzera ha richiamato alla libertà e uguaglianza, dando inizio a una campagna internet per raccogliere firme simboliche contro un possibile bando sui minareti.
Amnesty International ha avvertito che il bando sui minareti punta a sfruttare la paura dei musulmani e incoraggia la xenofobia per ragioni politiche. Secondo Daniel Bolomey, a capo dell'ufficio svizzero di Amnesty, "Questa iniziativa referendaria rivendica di essere una difesa contro la rampante Islamificazione della Svizzera, ma cerca di screditare e diffamare i musulmani, puramente e semplicemente"
Unser Recht ha pubblicato una serie di articoli contro il bando sui minareti.
Nell'autunno 2009, lo Swiss Journal of Religious Freedom ha lanciato una campagna pubblica per l'armonia religiosa, la sicurezza e la giustizia in Svizzera, distribuendo migliaia di adesivi nelle strade di Zurigo per il diritto alla libertà religiosa..

#### Organizzazioni religiose
I vescovi cattolici svizzeri si sono opposti al bando sui minareti. Una dichiarazione della Conferenza Episcopale Svizzera ritiene che un bando metterebbe a rischio il dialogo interreligioso, e che la costruzione e gestione dei minareti è già regolata dal codice edilizio svizzero. I vescovi richiedono che "l'iniziativa referendaria sia da rigettare in base ai nostri valori cristiani e ai principi democratici del nostro paese" Il giornale ufficiale della Chiesa Cattolica in Svizzera pubblica una serie di articoli sulla controversia.
La Federazione delle Chiese Protestanti Svizzere ritiene che l'iniziativa popolare non sia a proposito dei minareti, ma sia piuttosto l'espressione delle preoccupazioni e paure dei suoi promotori rispetto all'Islam. I protestanti vedono il bando sui minareti come un approccio sbagliato per superare tali obiezioni.
Anche la Federazione Svizzera delle Comunità Ebraiche si è espressa contro ogni bando sulla costruzione di minareti. Secondo il presidente, Herbert Winter, "come ebrei abbiamo la nostra esperienza. Per secoli siamo stati esclusi: non ci era permesso di costruire sinagoghe o cupole. Non vogliamo che questo tipo di esclusione si ripeta"..
Diverse altre organizzazioni religiose hanno trovato l'idea di un bando totale sui minareti come deplorevole. Tra queste: l'Associazione delle Comunità e Chiese Libere Evangeliche in Svizzera,  l'Alleanza Evangelica Svizzera; la Chiesa dei Vecchi Cattolici in Svizzera; l'Alleanza dei Battisti Svizzeri; l'Esercito della Salvezza; la Federazione delle Chiese Evangeliche Luterane in Svizzera; la Diocesi Ortodossa del Patriarca ecumenico di Costantinopoli; la Chiesa ortodossa serba in Svizzera; e la Chiesa Anglicana in Svizzera.

#### Opinioni di giuristi
Marcel Stüssi ha sostenuto che qualsiasi bando sarebbe incompatibile con vari articoli di diritto internazionale di cui la Svizzera è firmataria. In ogni caso, leggi edilizie cantonali già proibiscono la costruzione di edifici che stonino con le aree circostanti.
Giusep Nay ritiene che l'azione di ogni stato debba essere in accordo con la giustizia materiale fondamentale richiamata dallo ius cogens, e che ciò si applichi non solo all'interpretazione della legge applicabile, ma anche alle nuove leggi.
Erwin Tanner vede l'iniziativa come una rottura non solo del diritto costituzionale alla libertà religiosa, ma anche alla libertà di espressione, godimento della proprietà, ed eguaglianza.
Il board editoriale della Revue de Droit Suisse ha richiesta l'invalidazione dell'iniziativa referendaria.

### Risultati
L'iniziativa referendaria del 29 novembre 2009, che per passare aveva bisogno di una doppia maggioranza (maggioranza dei votanti e maggioranza dei cantoni), venne approvata dal 57,5% dei votanti e da 19 cantoni e un semicantone su 23.
L'iniziativa popolare sancì il divieto di costruzione dei minareti sul suolo svizzero.
I cantoni francofoni di Ginevra, Vaud e Neuchâtel hanno votato contro il bando (al 59,7%, 53,1% e 50,9% rispettivamente). Anche il semicantone di Basilea-Città, che ha la più grande comunità musulmana della Svizzera ha rigettato il bando con il 51,6% dei voti. 
L'affluenza al voto è stata del 53,4%.
Le città di Zurigo, Ginevra e Basilea hanno mostrato una leggera prevalenza dei contrari al bando. Il cantone di Zurigo nella sua interezza, tuttavia, ha votato sì al 52%. La più alta percentuale di voti a favore è venuta da Appenzello Interno (71%), Glarona (69%), Canton Ticino (68%) e Turgovia (68%).
Legenda:
Asse orizzontale: sigle dei cantoni svizzeri
Rosso: percentuale di contrari al bando
Verde: percentuale di favorevoli al bando

#### Reazioni

##### In Svizzera
Il governo svizzero ha dichiarato che "l'odierna decisione popolare riguarda soltanto l'edificazione di nuovi minareti e non significa un rifiuto della comunità dei musulmani, della loro religione e della loro cultura. Il governo se ne fa garante", nelle parole del ministro di Giustizia e polizia, Eveline Widmer-Schlump. 
"In Svizzera sarà vietato costruire nuovi minareti". Ma "l'esito della votazione non ha effetto sui quattro minareti già esistenti e l'edificazione di moschee continua a essere possibile. Anche in futuro in Svizzera i musulmani potranno quindi coltivare il proprio credo religioso praticandolo individualmente o in comunità", secondo una nota del governo. 
"Il Consiglio federale riteneva che un divieto di edificare nuovi minareti non fosse uno strumento efficace nella lotta contro tendenze estremiste", ha detto citata in un comunicato reso noto a Berna.
In seguito all'esito dell'iniziativa referendaria, il Partito Ecologista Svizzero ha comunicato l'intenzione di appellarsi alla Corte europea dei diritti dell'uomo per opporsi al risultato sancito, dal momento che esso andrebbe in disaccordo con la Costituzione della Confederazione Svizzera che garantisce la libertà di religione.
Farhad Afshar, presidente del Coordinamento delle organizzazioni islamiche in Svizzera (COIS), ha dichiarato che la vittoria dei sì è "indegna della Svizzera", accusando anche i partiti politici elvetici di non essersi impegnati nella campagna referendaria, di non averla "presa sul serio". Afshar ha dichiarato alla Tribune de Genève che il voto tocca il diritto fondamentale sulla tutela delle minoranze, aggiungendo che "i musulmani non si sentono accettati in quanto comunità religiosa".
Felix Gmür, vescovo e segretario generale della Conferenza episcopale svizzera, ha dichiarato in un'intervista a Radio Vaticana che il risultato dell'iniziativa referendaria rappresenta "un duro colpo alla libertà religiosa e all'integrazione". "Il Concilio Vaticano II dice chiaramente che è lecito per tutte le religioni la costruzione di edifici religiosi. È un colpo all'integrazione di tutti quelli che vengono in Svizzera"..
In Svizzera sono stati inoltrati due ricorsi contro la decisione della costruzione di nuovi minareti al Tribunale federale svizzero..

##### Delle Organizzazioni Internazionali
La Commissione europea contro il razzismo e l'intolleranza ha chiesto di impegnarsi affinché vengano rispettati gli obblighi internazionali sottoscritti dalla Svizzera.
Navanethem Pillay, che attualmente ricopre la carica di Alto Commissariato delle Nazioni Unite per i Diritti Umani, ha condannato il voto definendolo "chiaramente discriminatorio".

##### Nei paesi islamici
Abdullah Gül, Presidente della Repubblica Turca, ha parlato di "vergogna per la Svizzera", mentre il primo ministro Recep Tayyip Erdoğan ha chiaramente espresso che ritiene un errore la decisione anti-minareti, oltre a parlare di "una crescente islamofobia in Europa". Inoltre in seguito alla votazione il ministro turco per gli affari europei Egemen Bagis ha chiesto a tutti i musulmani di ritirare i loro soldi dalle banche svizzere.
Amr Moussa, segretario generale della Lega Araba, ha chiesto di rivotare sull'argomento.
Un funzionario dell'Organizzazione della Conferenza Islamica (OCI) ha fatto appello alla comunità musulmana in Svizzera perché restasse calma, e ha chiamato al dialogo per affrontare la "crescente sfida della crescita dell'islamofobia in Europa"
Muʿammar Gheddafi ha detto che la Svizzera, grazie all'esito della votazione, "ha reso un grande servizio ad al-Qāʿida" permettendo all'organizzazione terroristica di sostenere che "gli Europei sono dei nemici". Inoltre ha detto di aver lanciato un appello al boicottaggio della Confederazione. Il 15 febbraio 2010, il dittatore libico lanciò inoltre un appello al Jihād contro la Svizzera.

## Il caso del minareto di Langenthal
Il bando sulla costruzione di nuovi minareti potrebbe essere subito messo alla prova nel caso del progetto di costruzione di un minareto per la moschea di Langenthal, nel cantone di Berna. La comunità islamica di Langenthal ha annunciato la propria intenzione di portare il caso di fronte al Tribunale federale di Losanna, e se necessario fino alla Corte europea dei diritti dell'uomo.
Il legale della comunità ha inoltre espresso dubbi riguardo alla possibilità che il bando colpisca anche il progetto di Langenthal, poiché la richiesta di permesso edilizio è stata consegnata alle autorità già nel 2006. Dall'altra parte, politici bernesi così come Rainer Schweizer, professore di legge all'Università di San Gallo, ritengono che il bando renda obsoleto il progetto di Langenthal